# Лауватсаарі
Лауватса́рі (рос. Лауватсари, фін. Lauvatsaari) — невеликий острів у Ладозькому озері. Належить до групи Західних Ладозьких шхер. Територіально належить до Лахденпохського району Карелії, Росія.
Витягнутий із заходу на схід. Довжина 3,7 км, ширина 1,2 км. Повністю вкритий лісом.
Розташований на південь від півострова Терву. Острів скелястий, береги стрімко обриваються до берега. Тільки південно-східна частина полога. Найвища точка — 56 м на заході.
На острові за часів Радянсько-фінської війни було розташовано фінський сторожовий пункт. Він частково зберігся і досі. Це бетонна споруда до 7 метрів заввишки. Сходи ведуть на верхній спостережний майданчик. Звідти відкривається краєвид на Ладозьке озеро.
Острів користується популярністю у фотографів, любителів відпочинку на воді, особливо каякерів. 
| Росія | Це незавершена стаття з географії Росії. Ви можете допомогти проєкту, виправивши або дописавши її. |